# Kogri
Kogri is een plaats in de Estlandse gemeente Hiiumaa, provincie Hiiumaa. De plaats heeft de status van dorp (Estisch: küla).
Kogri lag tot in oktober 2017 in de gemeente Käina. In die maand ging de gemeente op in de fusiegemeente Hiiumaa.

## Bevolking
De ontwikkeling van het aantal inwoners blijkt uit het volgende staatje:
| Jaar            | 2000 | 2011 | 2017 | 2019 | 2021 |
| --------------- | ---- | ---- | ---- | ---- | ---- |
| Aantal inwoners | 21   | 26   | 22   | 28   | 27   |

## Ligging
Kogri ligt 3 km ten noordoosten van Käina, de vroegere hoofdplaats van de gelijknamige gemeente. De Tugimaantee 83, de secundaire weg van Suuremõisa via Käina naar Emmaste, loopt langs de zuidgrens van het dorp.

## Geschiedenis
Kogri werd voor het eerst genoemd in 1688 onder de naam Koggre Hindrich, een boerderij op het landgoed van Waimel (Vaemla). In 1709 werd de plaats genoemd als Kåckero by. By is Zweeds voor dorp. In 1725 heette Kogri Dorff Koger, in 1782 Kogry, in 1798 Köggri en in 1844 Kaugri.
Kogri fuseerde rond 1950 met het buurdorp Villemi. In 1977 kwam het oostelijk deel van Allika erbij en kreeg het nieuwe dorp de naam Vaku. In 1997 werden de twee delen van Allika herenigd en werden Villemi en Kogri weer aparte dorpen. De naam Vaku verdween van de landkaart.